# Clomazon
Clomazon ist eine chemische Verbindung aus der Gruppe der Oxazolidinone, welche 1983 von FMC als selektives Herbizid patentiert und Anfang der 1990er Jahre eingeführt wurde.

## Gewinnung und Darstellung
Clomazon kann ausgehend von 2-Chlorbenzaldehyd und Hydroxylamin gewonnen werden. Deren Produkt reagiert weiter mit einem Cyanoborhydrid zu N-((2-Chlorphenyl)methyl)hydroxylamin, welches durch Reaktion mit Dimethylchlormethylacetylchlorid das Endprodukt ergibt.

## Eigenschaften
Clomazon ist eine hellbraune, viskose Flüssigkeit, die schwer löslich in Wasser ist. Sie ist stabil gegenüber Hydrolyse im sauren, neutralen und basischem Milieu.

## Verwendung

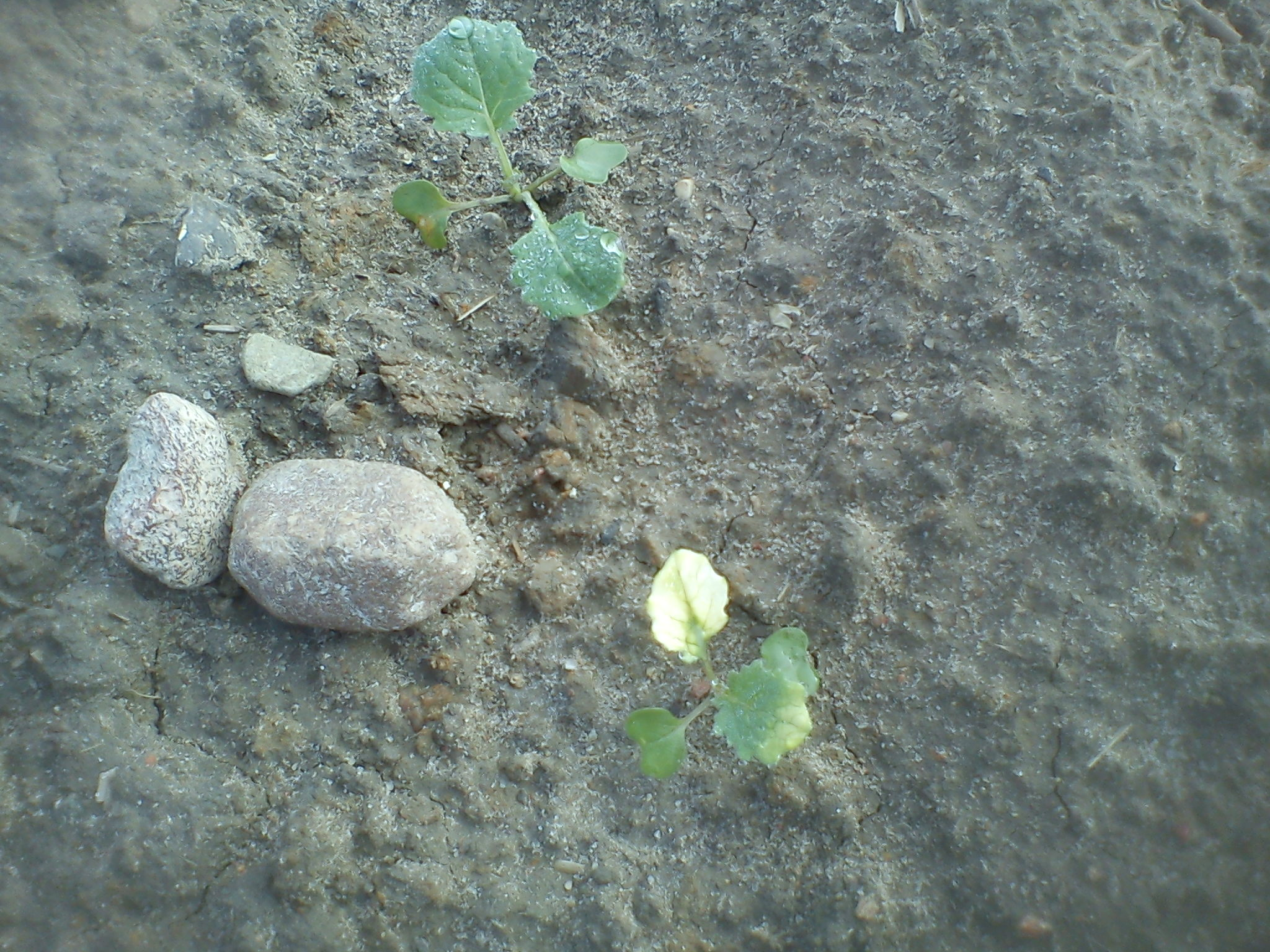
Mit Clomazon behandelte Rapspflanzen

Clomazon wird als Herbizid hauptsächlich im Raps-, aber auch im Soja-, Mais-, Erbsen-, Zuckerrüben- und zunehmend auch Reisanbau verwendet. Es wird im Vorauflauf und bis zu 5 Tage nach der Saat eingesetzt. Der Wirkstoff hemmt die DXP-Synthase in der Carotinoidsynthese und dadurch u. a. die Bildung des Blattfarbstoffs Chlorophyll.

## Zulassung

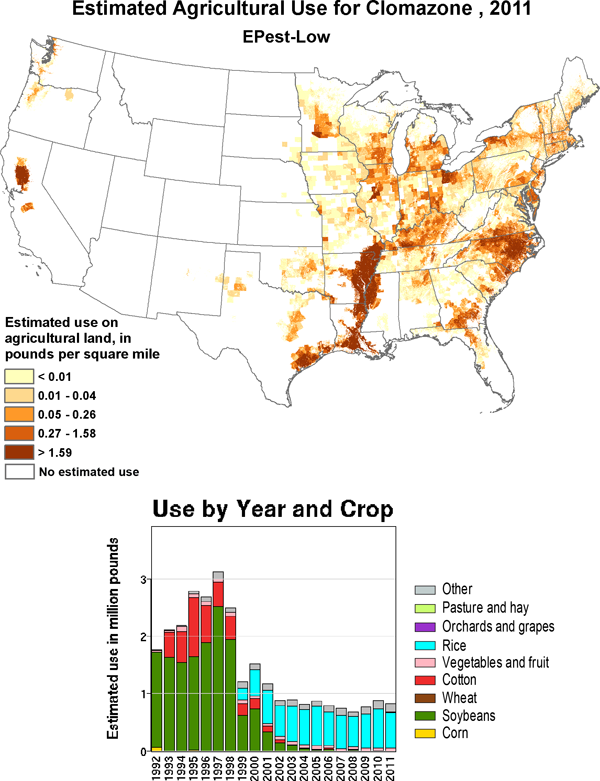
Geschätzte Ausbringungsmenge 2011 in den USA

Der Anwendung des Wirkstoffs Clomazon als Herbizid wurde in der EU zum 1. November 2008 gestattet.
Im August 2011 hatte es Berichte über gesundheitliche Beeinträchtigungen nach der Anwendung clomazonhaltiger Pflanzenschutzmittel in Mecklenburg-Vorpommern gegeben und in der Umgebung behandelter Flächen Blattaufhellungen an Pflanzen zu beobachten gewesen waren. Daraufhin hatte das Bundesamt für Verbraucherschutz und Lebensmittelsicherheit (BVL) ein Ruhen der Zulassung ausgesprochen. Clomazone weist einen überdurchschnittlichen Dampfdruck bei typischen Ackertemperaturen auf und kann daher nicht nur durch Abdrift, sondern auch durch Abdampfen Schäden an auch weit entfernten Nachbarflächen hervorrufen.
Da das BVL einen Zusammenhang zwischen den berichteten Symptomen und den fraglichen Pflanzenschutzmitteln als unwahrscheinlich ansah, wurde im Januar 2012 das Ruhen der Zulassung aufgehoben und gleichzeitig geänderte Anwendungsbestimmungen festgesetzt.
So müssen jetzt 100 m Abstand zu Ortschaften und Flächen für die Allgemeinheit sowie 5 m Abstand zu allen übrigen Flächen gehalten werden. Ab einer vorhergesagten Tageshöchsttemperatur, die dem Schmelzpunkt von Clomazone (25 °C) entspricht, darf keine Anwendung erfolgen. Darüber hinaus sind Anwohner auf deren Anfrage hin mindestens einen Tag vor der geplanten Anwendung clomazonhaltiger Pflanzenschutzmittel zu informieren. Die Behandlung der Flächen ist genau zu dokumentieren und die Dokumentation ist beim Pflanzenschutzeinsatz stets mitzuführen.
In Deutschland, Österreich und der Schweiz sind Pflanzenschutzmittel (z. B. Centium CS, Command) mit diesem Wirkstoff zugelassen.
In den USA wurden 2011 etwa 400 Tonnen Clomazon ausgebracht.